# Franz Paul von Herbert (Politiker)
Franz Paul von Herbert, auch: Franz Paul Freiherr von Herbert (* 16. August 1819 in Klagenfurt; † 3. August 1884 in Feldbach, Steiermark) war Abgeordneter zum Österreichischen Abgeordnetenhaus.

## Leben
Franz Paul von Herbert war Sohn des Bleiweißfabrikanten Albin Freiherr von Herbert (* 1. März 1787; † 31. Oktober 1834) und dessen Ehefrau Marie geborene Edle von Gröller (1793–1862). Edmund Freiherr von Herbert war sein Bruder. Er ging bis 1835 in ein Gymnasium in Klagenfurt. Von 1836 bis 1840 besuchte er Vorlesungen aus Physik, Mathematik und Chemie an den Universitäten Wien und Berlin (in letzterer nur 1840). Er machte auch Studienreisen zu Bleiweißfabriken in Westeuropa. Später war er Besitzer der Bleiweißfabriken in Klagenfurt und Wolfsberg. Im Jahr 1854 gründete er eine weitere Fabrik in Lavis im Bezirk Trient in Südtirol. 1880 gab er die Leitung der Betriebe (die seit 1900 Teil der Bleiberger Bergwerks-Union sind) an seinen Adoptivsohn weiter.
Er war seit 1843 auch Besitzer des landtäflichen Guts Kirchbühel (Gemeinde Wolfsberg), Mitglied der Kärntner Landwirtschaftsgesellschaft und seit 1883 Mitglied der kaiserlich-königlichen Geographischen Gesellschaft.
Im Jahr 1847 war er Obmann des Gründungskomitees des Naturhistorischen Landesmuseums in Klagenfurt und bis 1872 dessen Direktor. Weiters war er seit der Gründung im Jahr 1872 bis 1882 Präsident des Kärntner Museums-Vereins. Von 1849 bis 1859 war er auch Direktor des Industrie- und Gewerbevereins für Kärnten. 1860 wurde er mit dem Orden der eisernen Krone III. Klasse ausgezeichnet.  Er ist auf dem Friedhof Klagenfurt-St. Ruprecht begraben.
Franz Paul von Herbert war römisch-katholisch und seit 1851 verheiratet mit Anna von Wangenheim, mit der er aber keine Kinder hatte. Er ließ sich im Jahr 1862 von ihr scheiden. Sein Adoptivsohn und Erbe hieß Ernst Herbert-Kerchnawe und wurde in der sechsten Wahlperiode ebenfalls Landtagsabgeordneter.

## Politische Funktionen
Während der Revolution von 1848/1849 im Kaisertum Österreich wurde er 1848 Mitglied des verstärkten ständischen Ausschusses der Kärntner Landstände und war danach vom 17. Juli 1848 bis zum 4. März 1849 Abgeordneter im Provisorischen Kärntner Landtag. Von 1861 bis 1870 war er Abgeordneter zum Kärntner Landtag (1. und 2. Wahlperiode), Wahlkreis Städte und Märkte (Wolfsberg, St. Leonhard, St. Andrä, St. Paul, Unterdrauburg). Im Landtag der ersten Wahlperiode war er Obmann des Revisions- und Mitglied des Finanzausschusses.
Zwischen 1860 und 1861 war er Mitglied des verstärkten Reichsrats und vom 20. Mai 1867 bis zu seinem Rücktritt am 24. Januar 1868 gewähltes Abgeordneter des Abgeordnetenhauses im Reichsrat (II. Legislaturperiode), Kronland Kärnten, Kurie Städte und Handels- und Gewerbekammer Klagenfurt. Er legte das Mandat wegen seiner Ablehnung des Österreichisch-Ungarischen Ausgleiches, wegen seiner Gesundheit, seinem Beruf und fehlender Fähigkeit und Kenntnissen nieder. Nachfolger im Abgeordnetenhaus war Karl Bauer. Im Parlament war er Mitglied des Finanz- und des juridisch-politischen Ausschusses.

## Klubmitgliedschaften
Franz Paul von Herbert war Mitglied im Reichsfreundlichen Klub. Vom 25. Juni 1867 bis zu seiner Auflösung im September 1867 war er auch im Herbst-Kaiserfeld’schen Klub.